# Bravo Eugenia
M/Y Bravo Eugenia är en megayacht tillverkad av Oceanco i Nederländerna. Hon sjösattes den 17 november 2018 och levererades den 20 december samma år till sin ägare Jerry Jones, en amerikansk affärsman och idrottsledare. Den är namngiven efter dennes fru.
Megayachten designades exteriört av Nuvolari Lenard medan Reymond Langton Design designade interiören. Bravo Eugenia är 109 meter lång och har en kapacitet på 14 passagerare fördelat på sju hytter. Den har också en besättning på 30 besättningsmän.
Megayachten kostade uppskattningsvis 225 miljoner amerikanska dollar att bygga.

## Galleri

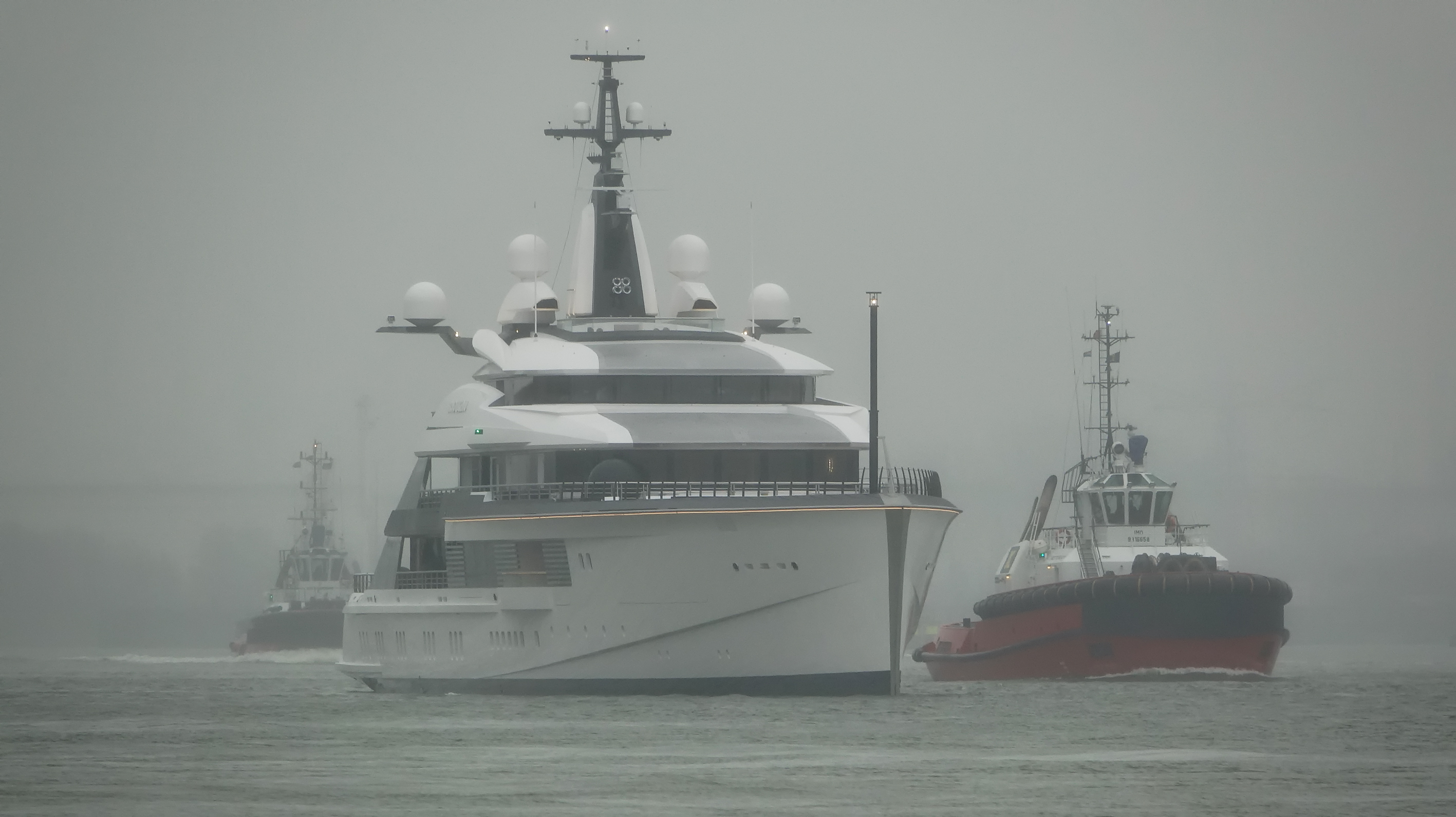
Bravo Eugenia utanför Rotterdam i Nederländerna, 2019.
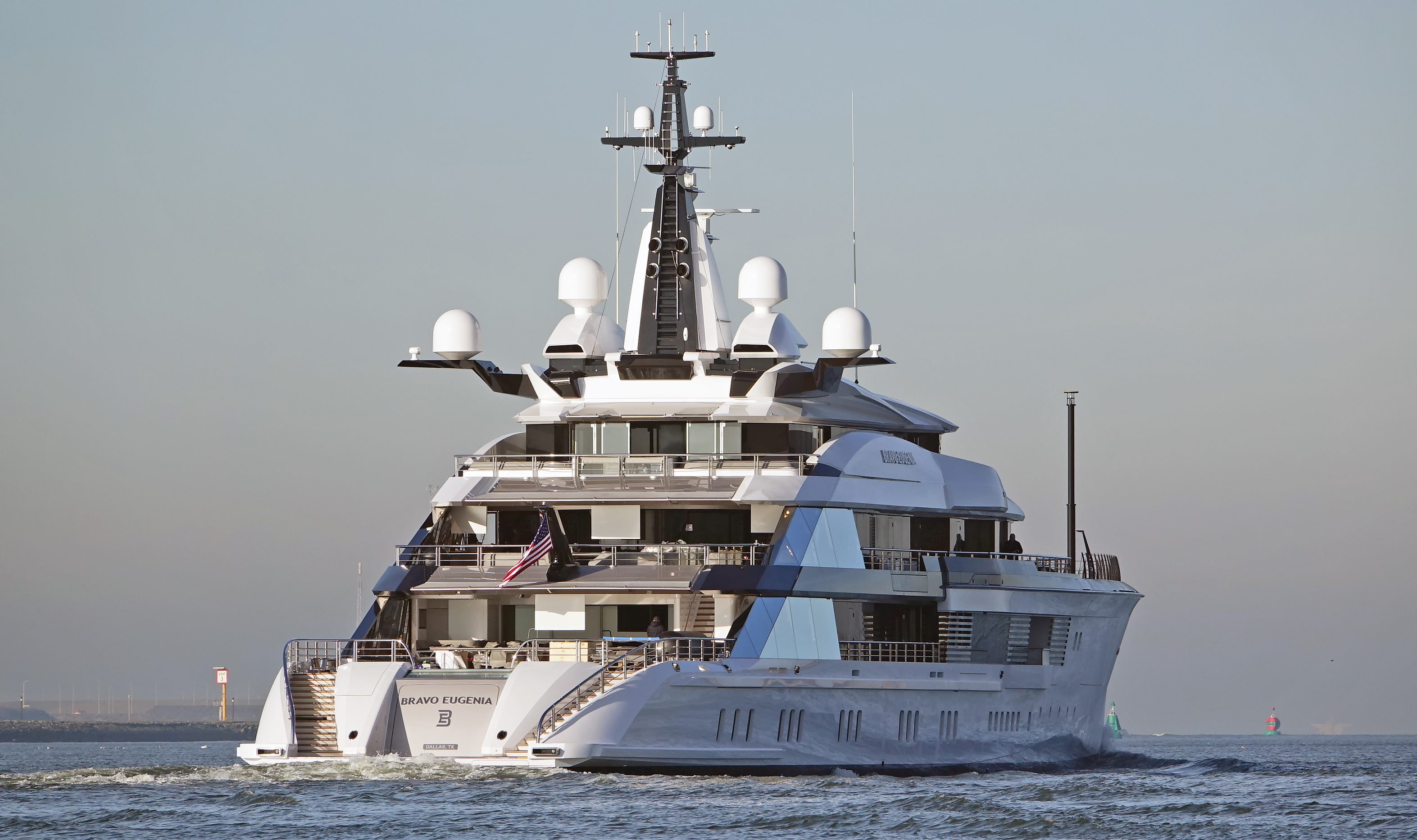
Bravo Eugenia utanför Rotterdam i Nederländerna, 2019.